# 中森宏
中森 宏（なかもり ひろし、男性、1984年2月8日 - ）は、日本のプロボクサー。宮城県柴田郡出身。平仲ボクシングスクールジム所属。宮城県柴田農林高等学校卒業。

## 来歴
高校時代にボクシングを始め、卒業後、恩師と知り合いだった元WBA世界スーパーライト級王者平仲明信の指導を求めて宮城から単身沖縄へ移り、平仲ボクシングスクールに入門した。
2002年5月25日、プロデビュー戦では1ポイントを失うだけの大差判定勝利を収めた。2003年12月25日、4戦連続の序盤KO勝利で全日本ライト級新人王を獲得した。この後も勝利を重ねたが、2005年8月17日に行われたKSD杯争奪A級トーナメント準決勝で日本ライト級6位として同スーパーフェザー級10位のサウスポー三上朗央（帝拳。この大会で優勝）と対戦。0-3の判定負けを喫し、プロ17戦目にして初黒星となった。
2007年2月10日、日本スーパーライト級3位・無敗16連勝中の小野寺洋介山（オサム）との8回戦では、3R、4Rに続き7Rに左右のアッパーで3度目のダウンを奪い、タオルが投入されて7RTKO勝利となったが、ダウン後の加撃を危惧する声もあった。この試合に対して中森は東日本ボクシング協会の平成19年2月月間敢闘賞を受けた。同年6月4日、パシフィコ横浜で行われた世界戦のアンダーで日本3位として同6位の五十嵐圭（つるおか藤）と8回戦を行い、2Rには五十嵐の右を受けて生涯初のダウンを奪われたが、3-0の判定勝利を収めた。同年10月20日、フィリピンキャンプを張って臨んだ日本ライト級挑戦者決定戦で五十嵐と再戦し、3度のダウンを奪って4RKO勝利を収めた。
2008年3月15日、チャンピオンカーニバルで、長嶋建吾の王座返上により空位となった日本ライト級王座を日本1位・OPBF5位として日本2位・OPBF8位の石井一太郎（横浜光）と争った。2R開始直後、初回から冴えていた石井の左フックをカウンターで受けてダウン、立ち上がった後は1発も出すことができず、2RTKO負けを喫した。
2008年7月1日、日本タイトル挑戦権獲得トーナメント「最強後楽園」ライト級準決勝で鮫島康治（グリーンツダ）と対戦し、フルマークの判定勝利で再起を果たした。同年10月8日、同トーナメント決勝で熊野和義（宮田）に2-1の判定勝利を収めて優勝し、日本王座への挑戦権を獲得するとともに敢闘賞を受賞したが、この試合を含め、同トーナメントの判定には異論もあった。また練習中に膝を負傷したことにより、翌年4月に予定されていたチャンピオンカーニバル出場はかなわなかった。2009年9月15日、11か月ぶりのリングで日本ライト級7位として大久保充（宮田）とスーパーライト級8回戦で対戦し、5RTKO勝利を収めた。
2010年6月24日、2年ぶり2度目の出場となった日本タイトル挑戦権獲得トーナメントライト級準決勝で9位として11位の丸山伸雄（八王子中屋）と対戦し、59-57、58-57、57-58の2-1で判定勝利を収めた。同年9月5日、同トーナメント決勝で8位として6位の小出大貴（緑）と対戦し、7RTKO勝利を収めて日本ライト級王座への挑戦権を獲得した。
2013年6月8日、メキシコ・ティファナで元世界3階級制覇王者のウンベルト・ソトとWBCインターナショナルスーパーライト級シルバータイトルマッチで対戦し、9回TKO負けを喫した。

## 獲得タイトル
- 第50回全日本ライト級新人王西軍代表
- 第50回全日本ライト級新人王
- 第1回日本タイトル挑戦権獲得トーナメントライト級優勝（敢闘賞）
- 第3回日本タイトル挑戦権獲得トーナメントライト級優勝